# G-pont
A G-pont, Gräfenberg-pont, a vagina mellső falán található. Valójában nem egy pontról beszélünk, hanem körülbelül 1–1,5 cm átmérőjű területről, melynek izgatása sokszor mind a klitorális mind a hüvelyi orgazmusnál erősebb kéjérzetet okoz.

## Története
Az elnevezés, vagyis a G-pont (G Spot) név Ernst Gräfenberg német származású ausztrál tudóshoz kapcsolódik, aki 1950-ben publikálta egy tanulmányban a felfedezést, miszerint létezik egy olyan terület, amely a női szexualitásban rendkívül fontos szerepet játszik. Az orvoskozmetológia szakemberei körülbelül 2–5 cm-re azonosították a hüvely felső hasi oldalán azt a testterületet, amely kicsit érdesebb, mint a környezete és olyan, mint egy kis borsónyi-babnyi szivacs, ami szexuális izgalom hatására megduzzad.
Ernst Gräfenberg első publikációja óta azonban a G-pontot anatómiailag nem sikerült stabilan meghatározni, orvosi bizonyíték nincs a létezésére, ezért az idegekkel gazdagon átszőtt "gyönyörgomb"-ot, az állítólag 8,1 milliméter hosszú és 3,6 milliméter széles G-pont létét, sokan inkább a tudományos spekulációk és tévhitek közé tartozónak tekintik.

### G-pont feltöltés
Ugyanakkor megjelent a plasztikai sebészet lehetőségei között, egy "G-pont feltöltés"-nek nevezett mikrosebészeti beavatkozás. Az Amerikai Egyesült Államokból származó sebészeti módszer, természetesen egyénenként különbözően, a G-pont mesterséges kiemelésével fokozza az orgazmus intenzitását. A néhány perces kozmetikai műtét során, a G-pontként azonosított testterület mögé injektált hyaluronsav(en) (a hyaluronsav a kötőszövetben hálószerűen összekapcsolja és kitölti a sejtek közötti állományt, így biztosítva az adott szerv, például bőr rugalmasságát és feszességét) gél érzékenyebbé teszi a hüvelyfalat és az így kissé kiemelkedő terület pontosabban azonosíthatóvá válik.